# Entesia notabilis
Entesia notabilis är en tvåvingeart som först beskrevs av Macquart 1840.  Entesia notabilis ingår i släktet Entesia och familjen stilettflugor. Inga underarter finns listade i Catalogue of Life.